# Saison 3 de Princesse Sofia
 (juillet 2016).
Si vous disposez d'ouvrages ou d'articles de référence ou si vous connaissez des sites web de qualité traitant du thème abordé ici, merci de compléter l'article en donnant les références utiles à sa vérifiabilité et en les liant à la section « Notes et références ».
Chronologie
Saison 2 Saison 4
Cet article présente le guide des épisodes de la troisième saison de la série : Princesse Sofia (Sofia The First) qui compte un total de vingt-neuf épisodes diffusé depuis le 5 août 2015.

## Acteurs de la saison

### Voix originales
- Ariel Winter : Sofia
- Darcy Rose Byrnes : la princesse Ambre (Amber)
- Zach Callison : le prince James
- Sara Ramirez : la reine Miranda
- Travis Willingham : le roi Roland II
- Tim Gunn : Bailey (Baileywick)
- Jess Harnell : Cédric
- Jim Cummings : Ambroise (Wormwood), le corbeau/Professeur Popov
- Wayne Brady : Clovis (Clover), le lapin
- Meghan Strange : Robin, le rouge-gorge
- Ashley Eckstein : Mia, l’oiseau bleu
- Barbara Dirikson : Flora
- Russi Taylor : Pâquerette (Fauna)
- Tress MacNeille : Pimprenelle (Merryweather)

### Voix françaises
- Alayin Dubois : Sofia
- Maia Gillet : la princesse Ambre
- Arthur Dubois : le prince James
- Colette Sodoyez : la reine Miranda
- Philippe Allard : le roi Roland II
- David Manet : Bailey
- Franck Dacquin : Cédric
- Emmanuel Dekoninck : Ambroise, le corbeau
- Jean-Michel Vovk : Clovis, le lapin (chansons par Christophe Peyroux)
- Élisabeth Guinand : Robin, le rouge-gorge
- Nancy Philippot : Mia, l’oiseau bleu
- Léonce Wapelhorst : Flora
- Jacqueline Ghaye : Pâquerette
- Nathalie Hugo : Pimprenelle
- Michel de Warzée : Professeur Popov